# 无齿蚌亚科
无齿蚌亚科（學名：Anodontinae），原為珠蚌亞科之下的无齿蚌族（Anodontini），是軟体動物門雙殼綱古異齒類蚌科一個淡水生的物種分支。

## 分類
根據ITIS在2014年的數據，無齒蚌族包括下列六個屬：	
- 船蚌屬 Anemina Haas, 1969：東亞特有物種；
- 無齒蚌屬 Anodonta Lamarck, 1799：遍佈世界各地；
- Genus Cristaria Schumacher, 1817：東亞特有物種；
- 擬無齒蚌屬 Pseudanodonta Bourguignat, 1876：歐洲特有物種；
- Genus Simpsonella Cockerell, 1903：東亞特有物種；
- 中華無齒蚌屬 Sinanodonta Modell, 1945：東亞特有物種。

這6個屬在WoRMS的分類仍然屬於珠蚌亞科。